# Brent Roske

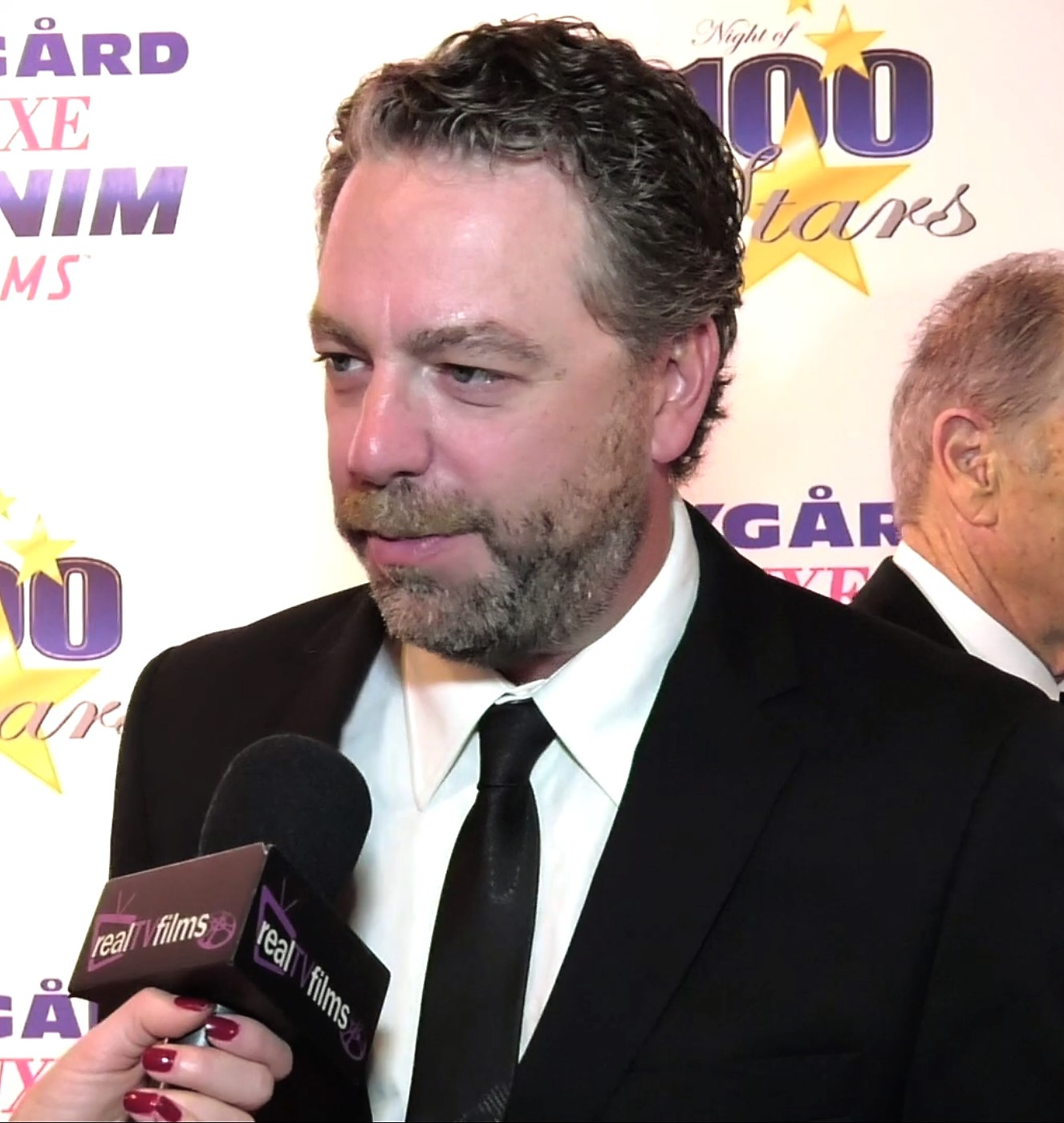
Brent Roske (2018)

Brent Roske ist ein US-amerikanischer Filmproduzent, Filmregisseur, Filmeditor, Drehbuchautor, Kameramann und Schauspieler.

## Leben
Roske ist verheiratet und lebt mit ihr und der gemeinsamen Tochter in Iowa und Kalifornien. Er war ehemaliger Creative Director für NBC Skyacastle und MJA Advertising. Außerdem war er neun Jahre lang Creative Director bei NBC Universal. Seit Beginn des 21. Jahrhunderts tritt er als Filmproduzent, Filmregisseur, Filmeditor, Drehbuchautor und Kameramann in Erscheinung. 2017 spielte er im Kriegsfilm Operation Dünkirchen die Rolle des Pierre. Im selben Jahr war er in der Rolle des Captain Jack Morgan im Fernsehfilm 5-Headed Shark Attack zu sehen.
2014 kandidierte Roske für den US-Kongress im 33. Bezirk von Kalifornien. Vier Jahre später trat er bei den Gouverneurswahlen im US-Bundesstaat Iowa an und erhielt unter anderen Unterstützung von Richard Dreyfuss. Im Jahr 2019 nahm Roske als Direktor des Staates Iowa an der Präsidentschaftskampagne von John K. Delaney 2020 teil. Von Paul Strauss wurde er zum Botschafter des District of Columbia (AODC) ernannt.

## Filmografie (Auswahl)

### Regie
- 2001: Playground Girls
- 2002: Wheatfield with Crows
- 2004: Athens on Location (Fernsehserie)
- 2005: Main Street (Kurzfilm)
- 2006: Sophie Chase (Fernsehserie)
- 2007: On the Verge of a Wig Out (Fernsehserie)
- 2009: Trai Tim Lac Loi: Derailed Heart
- 2010: Don't Fall Asleep
- 2010: Alzheimer's Foundation of America Together for Care Telethon (Fernsehfilm)
- 2010: Last Day Foundation (Kurzfilm)
- 2011: Hard Rock Cafe Presents (Fernsehspecial)
- 2011: Eco-Hollywood (Fernsehspecial)
- 2011: African Chelsea (Kurzfilm)
- 2012–2013: Chasing the Hill (Fernsehserie, 4 Episoden)
- 2013: PSA: Got Your 6 – Veterans (Kurzfilm)
- 2014: Roske on Politics (Fernsehserie)
- 2016: Courting Des Moines
- 2016: Justice For Vets PSA (Kurzfilm)
- 2017: Fake the Joy
- 2020: In the Cage with Eddie Mauro (Fernsehserie)
- 2021: Your Iowa with Brent Roske (Fernsehserie)
- 2021: Consider Iowa with Pro Skater Mike Vallely (Kurzfilm)
- 2021: Winterset (Miniserie)
- 2022: Radford: Cars & Guitars (Fernsehspecial)
- 2022: Radford: Goodwood Festival of Speed (Kurzfilm)
- 2022: Shakedown Before Monterey (Kurzfilm)
- 2022: Hot Laps at Laguna Seca (Kurzfilm)

### Produktion
- 2001: Playground Girls
- 2002: Wheatfield with Crows
- 2002: Wrong Way to Sundance
- 2004: Brilla una estrella (Fernsehfilm)
- 2005: Main Street (Kurzfilm)
- 2005: Circadian Rhythm
- 2006: Sophie Chase (Fernsehserie)
- 2007: Tiger Woods: One on One (Fernsehfilm)
- 2007: Stuck (Kurzfilm)
- 2009: Trai Tim Lac Loi: Derailed Heart
- 2010: Don't Fall Asleep
- 2010: Last Day Foundation (Kurzfilm)
- 2011: Hard Rock Cafe Presents (Fernsehspecial)
- 2011: Eco-Hollywood (Fernsehspecial)
- 2011: Lone Star Trixie (Kurzfilm)
- 2013: Chasing the Hill (Fernsehserie, Episode 1x04)
- 2013: Do You Believe in Pancakes (Kurzfilm)
- 2014: Roske on Politics (Fernsehserie)
- 2016: Justice For Vets PSA (Kurzfilm)
- 2017: Fake the Joy
- 2020: In the Cage with Eddie Mauro (Fernsehserie)
- 2021: Your Iowa with Brent Roske (Fernsehserie)

### Drehbuch
- 2001: Playground Girls
- 2002: Wheatfield with Crows
- 2004: Athens on Location (Fernsehserie)
- 2005: Main Street (Kurzfilm)
- 2009: Trai Tim Lac Loi: Derailed Heart
- 2011: African Chelsea (Kurzfilm)
- 2012: Chasing the Hill (Fernsehserie, 2 Episoden)
- 2013: Do You Believe in Pancakes (Kurzfilm)
- 2016: Courting Des Moines
- 2017: Fake the Joy
- 2021: Winterset (Miniserie)

### Filmschnitt
- 2001: Playground Girls
- 2004: Brilla una estrella (Fernsehfilm)
- 2005: Main Street (Kurzfilm)
- 2013: PSA: Got Your 6 – Veterans (Kurzfilm)
- 2021: Your Iowa with Brent Roske (Fernsehserie)
- 2021: Winterset (Miniserie)
- 2022: Radford: Cars & Guitars (Fernsehspecial)
- 2022: Shakedown Before Monterey (Kurzfilm)
- 2022: Hot Laps at Laguna Seca (Kurzfilm)

### Kamera
- 2001: Playground Girls
- 2002: Wheatfield with Crows
- 2004: Athens on Location (Fernsehserie)
- 2005: Main Street (Kurzfilm)
- 2022: Radford: Cars & Guitars (Fernsehspecial)
- 2022: Shakedown Before Monterey (Kurzfilm)
- 2022: Hot Laps at Laguna Seca (Kurzfilm)

### Schauspiel
- 2003: Ocean Buzz
- 2006: Hollywood Dreams
- 2016: Courting Des Moines
- 2017: Operation Dünkirchen (Operation Dunkirk)
- 2017: 5-Headed Shark Attack (Fernsehfilm)